# Liệt nữ truyện

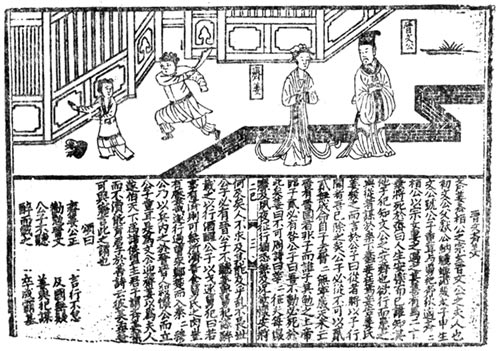
Một bức tranh mộc bản của Liệt nữ truyện vào thời Tống

Liệt nữ truyện (chữ Hán giản thể: 列女传; phồn thể: 列女傳; bính âm: Liènǚ zhuàn; Wade–Giles: Lieh nü chuan) là bộ sách giới thiệu hành vi của phụ nữ Trung Quốc cổ đại. Sách do tác giả Lưu Hướng là học giả Nho gia thời Tây Hán biên soạn vào năm 18 TCN đời Hán Thành Đế.
Tuy nhiên, có người cho rằng toàn bộ sách này không phải do chính Lưu Hướng viết nên, một quyển tụng văn (đoạn văn khen ngợi thường viết ở đầu trang sách) kèm theo trước tác tương truyền là do Lưu Hâm soạn ra, trong phiên bản lưu hành hiện nay do Sái Kỳ thời Nam Tống biên soạn lại, cộng thêm phần khen ngợi trong bảy quyển của nguyên tác, bên cạnh tám quyển bổ sung của Tục Liệt nữ truyện. Do có một vài phiên bản của tác giả vẫn còn đánh dấu khuyết danh. Cũng có người cho rằng, phiên bản lưu truyền hiện tại là do người đời sau mượn danh Lưu Hướng mà viết thêm một số thiên vào đầu trang sách.

## Tổng quan
Bản "Liệt nữ truyện" hiện còn có 7 thiên, nội dung chủ yếu thuật lại chuyện về 105 người phụ nữ mẫu mực. Có tham khảo từ nhiều nguồn sử liệu khác như Kinh Xuân Thu, Tả truyện và Sử ký, riêng văn phong và cách trình bày đều chịu ảnh hưởng phần lớn từ thể liệt truyện trong Sử ký của Tư Mã Thiên.
Bảy thiên này gồm: Mẫu nghi (母儀), Hiền minh (賢明), Nhân trí (仁智), Trinh thuận (貞順), Tiết nghĩa (節義), Thông biện (辯通) và Nghiệt bế (孽嬖). Lưu Hướng chia phụ nữ thời Tiên Tần làm bảy loại điển hình, ngoài loại Bế nghiệt là hình tượng phản diện, sáu loại còn lại đều là điển hình mà Lưu Hướng tán dương. Lưu Hướng không đòi hỏi một chuẩn mực hoàn hảo đối với phụ nữ, chỉ cần nổi bật về một phương diện nào cũng được khen ngợi, đúng như Minh sử, thiên Liệt nữ truyện nói: "Lưu Hướng viết truyện liệt nữ, chuyện gì thu nhặt vào cũng có thể làm tấm gương, không chỉ theo một loại".
Trong sáu loại Mẫu nghi, Hiền minh, Nhân trí, Trinh thuận, Tiết nghĩa, Thông biện; phụ nữ chỉ cần thuộc một hai loại là có thể được biểu dương thành khuôn mẫu cho phụ nữ. Mẫu nghi, Hiền minh, Nhân trí và Thông biện, đặc biệt là ba loại sau chủ yếu đánh giá phụ nữ từ các nhân tố trí lực như tài đức, khí chất, năng lực, tinh thần dáng vẻ, nhân tố nhân cách. Chỉ có Trinh thuận và Tiết nghĩa mới đánh giá phụ nữ từ góc độ đạo đức thuần túy.
Sự phân loại phụ nữ của Lưu Hướng cho thấy người thời Tây Hán có nhiều tiêu chuẩn và rộng rãi trong việc đánh giá phụ nữ. Thời Tây Hán, thông minh tài trí, khí chất năng lực, tinh thần phong mạo, thậm chí năng lực ngôn ngữ vân vân, các phương diện đức, tài, trí, biện đều là tiêu chuẩn đánh giá cái đẹp bên trong của phụ nữ.

## Phân loại
| Thiên | Hán tự      | Hán Việt           | Dịch nghĩa              |
| ----- | ----------- | ------------------ | ----------------------- |
| 1     | 母 儀 傳    | Mẫu nghi truyện    | Hình mẫu đoan trang     |
| 2     | 賢 明 傳    | Hiền minh truyện   | Kính trọng và minh bạch |
| 3     | 仁 智 傳    | Nhân trí truyện    | Nhân đức và thông thái  |
| 4     | 貞 順 傳    | Trinh thuận truyện | Tiết hạnh và hiếu thuận |
| 5     | 節 義 傳    | Tiết nghĩa truyện  | Phép tắc và đạo đức     |
| 6     | 辯 通 傳    | Biện thông truyện  | Biện bác và hoàn mỹ     |
| 7     | 孽 嬖 傳    | Nghiệt bế truyện   | Những ái thiếp đồi trụy |
| 8     | 續 列 女 傳 | Tục liệt nữ truyện | Tiểu sử bổ sung         |

### Giải thích
- Lời Án ngữ phần Mẫu nghi nói: "Duy bậc Mẫu nghi, có trí thánh hiền, làm theo điều nghĩa, nói thì đúng nghĩa, thai dưỡng con cháu, dần dần giáo hóa, đã thành toàn đức độ, lại đạt được công nghiệp. Những người làm mẹ và mẹ chồng đọc tới, không thể không noi theo"[1][2]. Mẫu nghi là điển hình của người mẹ hiền lương, họ dạy con đúng cách, giúp đỡ chồng làm nên công nghiệp.
- Lời Án ngữ phần Hiền minh nói: "Duy bậc Hiền minh, liêm chính đúng cách, hành động có mực, nói là thành văn cương, hiểu rõ sự lý, biết giềng mối trên đời, cư xử theo pháp độ, trọn đời không gặp tai họa. Bậc hậu phi mà học theo ắt sẽ được tên tuổi rõ ràng"[3]. Họ hiểu sâu đại nghĩa, thông đạt sự lý, hành vi đoan chính, có người có thể nhắc nhở chồng, có người có thể biết được đại thể, tiến cử hiền tài, có người có thể cứu được nạn nước, là khuôn mẫu cho hậu phi học tập.
- Lời Án ngữ phần Nhân trí nói: "Duy bậc Nhân trí, đoán được tai họa, theo đúng đạo trời, đổi họa thành phúc, làm điều nghĩa ở chỗ yên, nguy hiểm là tránh, trong lòng nơm nớp, luôn luôn cẩn thận. Các bậc phu nhân học theo, sẽ được hiển vinh"[4]. Họ kiến thức xa rộng, có thể nhìn mầm mống mà biết được điều sẽ xảy ra. Có người có tài biện luận, có người lo nước lo dân, đều là các phụ nữ thông minh trí tuệ.
- Lời Án ngữ phần Trinh thuận là: "Duy bậc Trinh thuận, theo đạo tiến lên, tránh sự hiềm nghi, chắc đúng mới nói, trọn đời một lòng, là sự tốt đẹp trong thiên hạ, chăm chỉ trong sạch, chuyên tâm cẩn thận. Các tỳ thiếp xem vào, lấy đó làm khuôn mẫu"[5]. Họ đều là các phụ nữ giữ chắc lễ giáo gia phong, có người thủ lễ mà chết, có người chồng chết không tái giá, thủ tiết trọn đời, có người tuẫn tiết theo chồng. Họ là các tiết phụ liệt nữ được biểu dương đặc biệt từ thời Tống Minh trở đi.
- Lời Án ngữ phần Tiết nghĩa là: "Duy bậc Tiết nghĩa, không tránh né cái chết, thích điều lành mộ khí tiết, trọn đời không phụ nghĩa, thành tín dũng cảm, nếu có điều nguy hiểm nhưng đúng điều nghĩa thì không hề ngần ngại. Những người làm vợ học theo, lấy đó làm nền tảng"[6]. Họ là những phụ nữ hy sinh cá nhân để thành toàn cho người khác, hiến thân cho đạo nghĩa. Trong bọn họ có nghĩa bộc, nghĩa thê, nghĩa cô, nghĩa kế mẫu vân vân.
- Lời Án ngữ phần Biện thông nói: "Duy bậc Biện thông, văn chương tài giỏi, nêu ra ví dụ, nói điều cát hung. Mọi chuyện lựa chữ, không hề sai lầm, có thể một lòng, lời lẽ rất công. Thê thiếp học theo, sẽ được người đời ngâm đọc"[7]. Họ ăn nói khéo léo, giỏi về văn chương, mẫn tiệp hơn người. Trong bọn họ có người nhờ tài biện luận mà tham gia chính sự, có người nhờ tài ăn nói mà rửa oan cho mình hay thân thuộc, tránh được tai họa và sự nhục nhã.
- Lời Án ngữ phần Bế nghiệt nói: "Duy kẻ Bế nghiệt, thì rất đáng ghét, dâm tà đố kỵ, phụ nghĩa bỏ tiết, chỉ làm điều sai, cuối cùng chịu họa"[8]. Bế nghiệt đồng nghĩa với từ "Nữ họa", kể ra nhiều điển hình phụ nữ làm khuynh đảo chính sự thời Tiên Tần, lấy đó cảnh tỉnh khuyên răn người đời, đề phòng nữ họa. Phần Bế nghiệt chứa đầy phê phán đối với phụ nữ loại này. Loại phụ nữ này phần nhiều là dung mạo xinh đẹp nhưng không sửa đức độ, chuyên gây họa cho xã tắc, gia đình. Đủ thấy Lưu Hướng cũng muốn người đọc thấm nhuần tinh thần "trọng đức khinh sắc".

## Bối cảnh
Vào thời Tây Hán, thế lực ngoại thích lớn mạnh, triều đình hỗn loạn do có quá nhiều bóng dáng ngoại thích can thiệp vào việc chính sự, khiến cho quốc lực dần suy yếu. Lưu Hướng tự nghĩ Phép vua do trong cùng ngoài, khởi đầu từ những kẻ thân cận, câu này nghĩa là phép vua cần phải giáo dục bắt đầu từ những kẻ xung quanh Hoàng đế, vì vậy mà viết thành sách này, cốt để khuyên can hoàng đế và răn đe đám phi tần, ngoại thích lộng hành trong triều.
Cũng có ý kiến khác cho rằng, Lưu Hướng nhằm mục đích châm biếm chị em Triệu Phi Yến và Triệu Hợp Đức được Hán Thành Đế cực kỳ sủng ái, sẽ gây nên họa vong quốc về sau mà viết ra sách này cốt để cảnh tỉnh người đời. Những truyện được lựa chọn sử dụng trong Liệt nữ truyện thể hiện quan điểm chuẩn mực của Nho gia đối với phụ nữ, nhất là về mặt đạo đức và tiết hạnh.

## Ảnh hưởng
Liệt nữ truyện đã để lại ảnh hưởng rất lớn đối với hậu thế và lan truyền đến một số nước chịu ảnh hưởng văn minh Trung Hoa như Việt Nam, Triều Tiên và Nhật Bản. Một số truyện còn được lưu truyền cho đến ngày nay, chẳng hạn như truyện Mạnh mẫu tam thiên (孟母三遷; Mẹ Mạnh Tử ba lần dời nhà) đều lấy từ sách này.
Về sau, trong sử sách Trung Quốc có nhiều thiên chương riêng biệt chuyên thuật lại sự tích phụ nữ các triều đại trong lịch sử Trung Quốc, được soạn tùy theo sự biến hóa về cái nhìn của phụ nữ qua mỗi thời đại, việc chú trọng ghi chép đức hạnh những phụ nữ được biểu dương của các triều đại có đôi chỗ khác nhau.

## Chú giải
Những chú thích nguyên thủy trong Liệt nữ truyện của các học giả đời sau như Ban Chiêu, Mã Dung thời Hán, Triệu thị vợ Ngu Vĩ nước Ngô thời Tam Quốc, Kỳ Vô Thúy thời Tấn hiện nay không còn nữa. Thay vào đó, chỉ còn lại những chú giải trong các trước tác của đám học giả thời Thanh như Cổ Liệt nữ truyện bổ chú của Vương Chiêu Viên, Cổ Liệt nữ truyện khảo chứng của Cố Quảng Kỳ và Liệt nữ truyện hiệu chú của Lương Đoan.
Ngoài ra, học giả người Nhật thời Minh Trị là Matsumoto Mannen còn thêm vào phần chú giải trong trước tác Tham đính Lưu Hướng Liệt nữ truyện của ông.

## Hội họa
Một họa sĩ thời Đông Tấn là Cố Khải Chi (顾恺之) đã lấy phương thức hội họa nhằm truyền đạt lại những mẫu chuyện kinh điển của các liệt nữ trong sách. Liệt nữ nhân trí đồ (列女仁智图) là bản sao chép lại tranh Cố Khải Chi của người thời Tống. Nét vẽ tỉ mỉ chi tiết, bảo lưu được kỹ năng hội họa xuất sắc của Cố Khải Chi. Hiện chỉ còn lại 28 vật dụng cá nhân trong Liệt nữ nhân trí đồ là còn tồn tại.
Dưới ngòi bút của Cố Khải Chi, thân phận, khí chất, thần thái của từng nhân vật trong họa quyển đều được miêu tả rất sinh động, có hồn và thỏa đáng. Cố Khải Chi đối với việc quan sát đời sống thì mười phần tinh tế tỉ mỉ. Tài năng như vậy có thể miêu tả khí chất, thần thái của mỗi một nhân vật một cách sinh động.
Trong Liệt nữ nhân trí đồ, phương pháp vẽ hình người ngang hàng với bối cảnh cân xứng, phương pháp hội họa áp dụng phần lớn đề tài cùng loại vào thời Hán, tục gọi là phương pháp tạo tranh ngang hàng. Kỹ năng hội họa của Cố Khải Chi thông qua biểu cảm phong thái của nhân vật, dùng khoảng không gian của nhân vật khi để lộ xiêm y có phần liên hệ nội tại. Những hiện vật này nay được lưu trữ tại Viện Bảo tàng Cố Cung Bắc Kinh.

## Mục lục

### Mẫu nghi truyện
- Hữu Ngu nhị phi (Nga Hoàng, Nữ Anh)
- Khí mẫu Khương Nguyên
- Khế mẫu Giản Địch
- Khải mẫu Đồ Sơn
- Thang phi Hữu Tiển
- Chu thất tam mẫu
- Vệ gia Định Khương
- Tề nữ Phó mẫu
- Lỗ Quý Kính Khương
- Sở tử Phát mẫu
- Trâu Mạnh Kha mẫu
- Lỗ Chi Mẫu sư
- Ngụy Mang Từ mẫu
- Tề Điền Tắc mẫu

### Hiền minh truyện
- Chu Tuyên Khương hậu
- Tề Hoàn Vệ Cơ
- Tấn Văn Tề Khương
- Tần Mục công cơ
- Sở Trang Phàn Cơ
- Chu Nam chi thê
- Tống Bảo nữ tông
- Tấn Triệu Thôi thê
- Đào Đáp Tử thê
- Liễu Hạ Huệ thê
- Lỗ Kiềm Lâu thê
- Tề Tương Ngự thê
- Sở Tiếp Dư thê
- Sở Lão Lai thê
- Sở Ư Lăng thê

### Nhân trí truyện
- Mật Khang Công mẫu
- Sở Vũ Đặng Mạn
- Hứa Mục Phu nhân
- Tào Hy Thị thê
- Tôn Thúc Ngao mẫu
- Tấn Bá Tông thê
- Vệ Linh Phu nhân
- Tề Linh Trọng tử
- Lỗ Tang Tôn mẫu
- Tấn Dương Thúc Cơ
- Tấn Phạm Thị mẫu
- Lỗ công Thừa tự
- Lỗ Thế Thất nữ
- Ngụy Khúc Ốc phụ
- Triệu tướng Quát mẫu

### Trinh thuận truyện
- Chiêu Nam Thân nữ
- Tống Cung Bá Cơ
- Vệ quả Phu nhân
- Sái Nhân chi thê
- Lê Trang Phu nhân
- Tề Hiếu Mạnh Cơ
- Tức Quân Phu nhân
- Tề Kỷ Lương thê
- Sở Bình Bá Doanh
- Sở Chiêu Trinh Khương
- Sở Bạch Trinh Cơ
- Vệ Tông nhị thuận
- Lỗ quả Đào thê
- Lương quả Cao hạnh
- Trần quả Hiếu phụ

### Tiết nghĩa truyện
- Lỗ Hiếu Bảo Nghị
- Sở Thành Trịnh Mậu
- Tấn Ngữ Hoài Doanh
- Sở Chiêu Việt Cơ
- Cái Tương chi thê
- Lỗ Nghị Gia tỉ
- Đại Triệu Phu nhân
- Tề Nghị Kế mẫu
- Lỗ Thu Khiết phụ
- Chu Chủ trung thiếp
- Ngụy Tiết Nhũ mẫu
- Lương Tiết Gia tỉ
- Châu Nhai nhị nghị
- Cáp Dương Hữu đễ
- Kinh sư Tiết nữ

### Biện thông truyện
- Tề Quản thiếp Tĩnh
- Sở Giang Ất mẫu
- Tấn Cung công thê
- Tề Thương Hòe nữ
- Sở Dã Biện nữ
- A Cốc xử nữ
- Triệu Tân nữ Quyên
- Triệu Phật Hật mẫu
- Tề Uy Ngu Cơ (không phải nàng Ngu Cơ của Hạng Vũ)
- Tề Chung Ly Xuân
- Trai Túc Lựu nữ
- Tề Cô Trục nữ
- Sở Xứ Trang Chất
- Tề nữ Từ Ngô
- Tề Thái Thương nữ

### Nghiệt bế truyện
- Hạ Kiệt Muội Hỉ
- Ân Trụ Đát Kỷ
- Chu U Bao Tự
- Vệ Tuyên Công Khương (Tuyên Khương)
- Lỗ Hoàn Văn Khương (em gái của Tuyên Khương)
- Lỗ Trang Ai Khương (cháu gọi Văn Khương là cô ruột)
- Tấn Hiến Ly Cơ
- Lỗ Tuyên Mục Khương
- Trần nữ Hạ Cơ
- Tề Linh Thanh Cơ
- Tề Đông Quách Khương
- Vệ nhị loạn nữ (Nam Tử, Vệ Bá Cơ)
- Triệu Linh Ngô nữ
- Sở Khảo Lý hậu
- Triệu Điệu Xướng hậu

### Tục liệt nữ truyện
- Chu Giao Phụ nhân
- Trần Quốc Biện nữ
- Vương Tôn Thị mẫu
- Vương Lăng chi mẫu
- Trương Thang chi mẫu
- Tuấn Bất Nghi mẫu
- Hán Dương Phu nhân
- Hán Hoắc Phu nhân
- Nghiêm Diên Niên mẫu
- Hán Phùng Chiêu Nghi
- Vương Chương thê nữ
- Ban nữ Tiệp Dư
- Triệu Phi Yến tỉ đệ[9]
- Hiếu Bình Vương hậu
- Cánh Thủy Phu nhân
- Lương Hồng chi thê
- Minh Đức Mã hậu
- Lương Phu nhân Di